# Packard 1957 y 1958

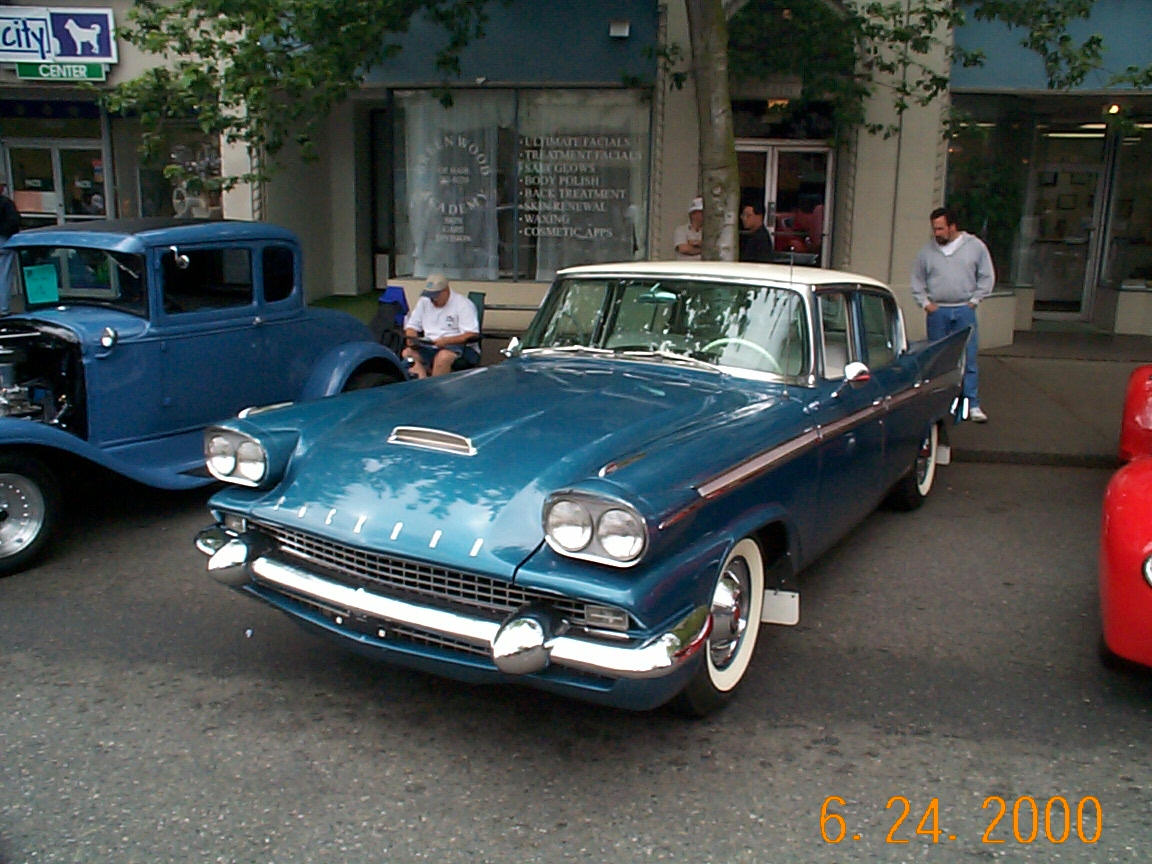
Packard sedán cuatro puertas de 1958

La gama de automóviles Packard durante 1957 y 1958 se basó en los modelos Studebaker: rediseñados, rebautizados y con interiores más lujosos. Después de 1956, la fábrica de motores y transmisiones Packard se arrendó a la Curtiss-Wright Corporation, mientras que la planta de ensamblaje en East Grand Boulevard de Detroit se vendió, poniendo fin a la línea de automóviles fabricados por Packard. Sin embargo, los ejecutivos de Studebaker-Packard esperaban mantener vivo el nombre de Packard hasta que se pudiera financiar, desarrollar y producir un modelo completamente rediseñado. Estos coches se fabricaron con la esperanza de que se vendieran suficientes unidades para que la empresa pudiera diseñar y fabricar un Packard de lujo completamente nuevo.
Estos modelos, que no cumplieron las expectativas de la clientela tradicional de Packard, recibieron el nombre despectivo de Packardbaker.

## Packard Clipper de 1957
Para el año modelo 1957, Studebaker-Packard tomó su modelo de primera línea, el President, y le agregó un diseño frontal revisado con nuevos guardabarros, mientras usaba el parachoques delantero del Packard de 1956. Se usó el emblema del Packard Clipper en la parrilla para replicar el estilo del Clipper de 1956. Los diseñadores también cambiaron los paneles laterales para alojar las luces traseras del Packard. También se introdujo un tablero de instrumentos Packard, y se denominó al coche Packard Clipper. En 1957 se produjeron dos modelos, un "Town Sedán" de cuatro puertas y un "Clipper Country Sedán" familiar.
Las piezas restantes de modelos anteriores de Packard incluían luces traseras, cubiertas de ruedas, letras mayúsculas en el capó, instrumentos y equipos de radio. Las 'cejas' de los faros y el conjunto del parachoques delantero se diseñaron para darle al coche la apariencia propia de un Packard. Se modificó un adorno del capó de 1955 para adaptarlo a la forma del capó del Studebaker y el borde lateral largo y ancho se diseñó para recordar el reciente acabado del Packard. Una superposición estampada para los guardabarros traseros inferiores también les dio una línea de pliegue de la carrocería que sugería el perfil del del Packard Caribbean de 1956.
El salpicadero y el interior eran todos de estilo Packard. Algunas características, como el reposabrazos del asiento trasero plegable y los reposabrazos de las puertas con carenado, se reservaron para los Clipper, con la adición de ceniceros montados en las puertas, alfombras de pelo grueso y telas exclusivas de vinilo y telas de estilo Packard. Otras características únicas incluyeron luces de cortesía debajo del tablero, tablero completamente acolchado (que desafortunadamente no aguantaba bien el efecto de la luz del sol a largo plazo), parasoles acolchados y un anillo de la bocina chapado en oro.
Cuando los distribuidores de Packard vieron el automóvil resultante en las presentaciones preliminares regionales, la respuesta fue rápida, enojada y ruidosa. Muchos distribuidores sintieron que el Clipper era demasiado similar al Studebaker en el que se basaba y abandonaron a Packard por completo. Las ventas cayeron a un mínimo de 4809 unidades, casi todas del Town Sedan. Los críticos otorgaron el nombre burlón de "Packardbaker" a los coches.
Para producir un motor con la potencia adecuada para un Packard, se utilizó un propulsor Studebaker de 289 pulgadas3 (4,7 L) con un sobrealimentador McCulloch, que generaba 275 bhp (205 kW), equivalente a los motores Packard en uso el año anterior (y también utilizado en el Studebaker Golden Hawk). Dado que los coches con carrocería Studebaker eran un poco más ligeros que los Packard del año anterior, la gama Packard de 1957 tuvo un rendimiento bastante excepcional para la época.
El escritor e historiador de automóviles Richard Langworth ha señalado que, si bien estos coches no eran realmente Packard, eran, sin embargo, muy buenos Studebaker.

## Paquetes finales

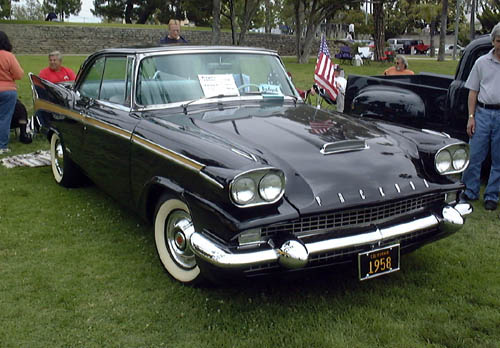
Packard 2-puertas hardtop cupé de 1958

En 1958 se amplió la línea Packard a cuatro modelos: un sedán de 4 puertas, un hardtop de 2 puertas (a veces denominado "Starlight", un nombre utilizado por Studebaker), un familiar de 4 puertas y el Packard Hawk, una modificación del Golden Hawk de Studebaker con una parrilla Packard con forma de "boca de pez".
Rediseñado por Duncan McRae, la precaria situación financiera de Studebaker-Packard hizo que los cambios para 1958 se hicieran de la manera más económica posible. Los faros cuádruples, como en los Studebaker, se diseñaron colocando cápsulas en los guardabarros delanteros del año anterior diseñados para dos faros. En la parte trasera, McRae intentó seguir la exagerada tendencia de las grandes aletas traseras establecida por la "mirada hacia adelante" de Chrysler de 1957 mediante la elaboración de extensiones de aleta de acero inclinadas hacia afuera, que se montaron verticalmente en la parte superior de los guardabarros traseros existentes, que recordaban mucho al estilo del Dodge Custom Royal de 1957. Studebaker usó este mismo truco de agregar aletas en los Hawk de 1957 y en los coches del grupo Rootes diseñados por Raymond Loewy de 1957. Las unidades de luces traseras del Clipper de 1956 continuaron usándose. Los Packard también adoptaron una parrilla con forma de "boca de pez" ancha y baja para distinguirlos aún más de sus primos Studebaker. Otros cambios notables incluyeron las asombrosamente atractivas líneas del techo de los hardtop, muy similares a los diseños concurrentes de Chrysler/Desoto. Además, el cambio a un eje de transmisión de una pieza permitió a los ingenieros de Studebaker aplanar el piso, lo que también permitió aplanar los paneles del techo en los modelos sedán y de techo rígido. Packard (y Studebaker) también cambiaron a ruedas de 14", por lo que la mayoría de los modelos de 1958 son notablemente más bajos.

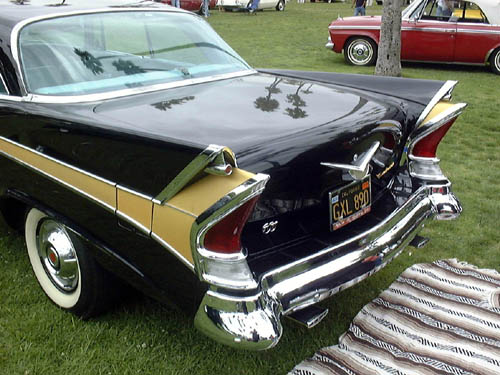
Aletas traseras de un Packard de 1958 insertadas en luces traseras del Clipper de 1956

A pesar de los esfuerzos de McRae, el automóvil que surgió parecía improvisado, en lugar de tener un diseño coherente. El "tío" Tom McCahill, crítico de automóviles, comentó que desde atrás parecía que los coches se habían dejado al sol demasiado tiempo y las aletas de fibra de vidrio inclinadas habían comenzado a derretirse por los lados rectos del guardabarros trasero.
Solo se produjeron 2034 unidades de los tres modelos estándar (sedán, techo rígido y familiar). También se construyeron 588 Packard Hawk adicionales. El más raro de todos los Packard del 58 es el familiar, con tan solo 159 ejemplares producidos. El último Packard salió de la línea de ensamblaje South Bend el 25 de julio de 1958.
En 1962, la compañía Studebaker-Packard Corporation eliminó oficialmente la palabra "Packard" de su nombre.

## En la cultura popular
- En la película de 2001 "Hearts in Atlantis" aparece un Packard familiar de 1958 de colores rosa, morado y dorado.Packard 1957 y 1958 en  Internet Movie Cars Database[8]

## Lecturas relacionadas
- Gunnell, John, ed. (1987). The Standard Catalog of American Cars 1946-1975. Kraus Publications. ISBN 0-87341-096-3.
- Langworth, Richard. 1957-58 "Packardbaker": America's First Replicar. pp. 8–20, Collectible Automobile Magazine, abril de 1985, Vol.5, Número 6.